# East Barkwith
East Barkwith est une paroisse civile et un village du Lincolnshire, en Angleterre.